# Lipków
Lipków (prononciation : [ˈlipkuf]) est un village polonais, situé dans la gmina de Stare Babice de la Powiat de Varsovie-ouest et dans la voïvodie de Mazovie dans le centre-est de la Pologne.
Il se situe à environ 4 kilomètres au nord-ouest de Stare Babice, 6 kilomètres au nord d'Ożarów Mazowiecki et à 15 kilomètres à l'ouest de Varsovie.
Le village a une population de 860 habitants en 2010.